# 강성종 (정치인)
강성종(康聖鐘, 1966년 7월 18일 ~ )은  대한민국의 정치인, 교육인이다. 제17·18대 국회의원을 지냈으며 신한대학교 총장을 역임했다.
2003년 문희상 의원의 사퇴로 치러진 의정부시 국회의원 보궐선거에 출마한 것으로 정계에 입문했고, 2004년 제17대 총선에서 당선된 후 2008년 총선에서 재선에 성공했다. 그러나 2012년 5월 10일 임기를 19일 남기고 자신이 운영하는 학교법인에서 교비를 빼돌린 혐의로 징역 2년 6월에 집행유예 4년을 선고한 원심이 확정돼 의원직을 상실했다.
2018년 7월 신한대학교 총장에 취임한 서갑원 전 의원이 임기 4년 가운데 1년 1개월 만인 지난 19일 사임하고 2019년 8월 20일 학교법인 신흥재단 이사회를 통해 강성종을 총장으로 선임했다.

## 학력
- 1986.08~1990.12 브리지포트 대학교 경영학 학사
- 1991.01~1991.12 브리지포트 대학교 대학원 경영학 석사
- 1992.01~1997.12 브리지포트 대학교 대학원 교육경영 박사
- 1998.03~2000.08 경남대학교 북한대학원 정치행정학 석사
- 2001.03~2004.02 경남대학교 대학원 정치외교학 박사

## 사건
의정부시에 위치한 학교법인 신흥학원의 이사장으로 재직하면서 학교 자금 등 80여억원을 횡령한 혐의로 구속영장이 청구됐다. 자신의 처남이자 학교의 사무국장인 박 모씨는 강성종 의원의 지시로 학교 공금을 횡령한 혐의로 2010년 8월 법원에서 징역 2년을 선고받았다. 민주당은 학교공금 횡령 혐의로 체포요구된 강성종 의원에 대한 체포동의안의 상정을 막기 위해 방탄국회를 여는 방법으로 회기중 불체포 특권을 남용하고 있다는 비난을 받았다. 2010년 9월 2일, 대한민국 국회는 강성종 의원에 대한 체포동의안 처리를 위한 본회의를 열고, 총투표자는 234명 가운데 찬성 131표, 반대 95표, 무효 4표, 기권 4표로 강성종 의원에 대한 체포동의안을 가결시켰다. 2012년 5월 11일 의원직이 상실됐다.

## 가족
- 아버지 : 강신경 목사
- 어머니 : 김병옥 신흥대학 학장
- 아내 : 첫째 부인 박선애 작고(2005년 5월 15일)[8] 둘째 부인 이하나 의정부시청 시정뉴스 前 아나운서(2009년 8월 29일 결혼)[9]
- 자녀 : 3남 2녀

## 역대 선거 결과
|  | 40.96% |

|  | 45.39% |

|  | 48.84% |